# Bistum São José dos Campos
Das Bistum São José dos Campos (lateinisch Dioecesis Sancti Iosephi in Brasilia, portugiesisch Diocese de São José dos Campos) ist eine in Brasilien gelegene römisch-katholische Diözese mit Sitz in São José dos Campos im Bundesstaat São Paulo.

## Geschichte
Das Bistum São José dos Campos wurde am 30. Januar 1981 durch Papst Johannes Paul II. mit der Apostolischen Konstitution Qui in Beati Petri aus Gebietsabtretungen der Bistümer Mogi das Cruzes und Taubaté errichtet und dem Erzbistum Aparecida als Suffraganbistum unterstellt.

## Bischöfe von São José dos Campos
- Eusébio Scheid SCI, 1981–1991, dann Erzbischof von Florianópolis
- José Nelson Westrupp SCI, 1991–2003, dann Bischof von Santo André
- Moacir Silva, 2004–2013, dann Erzbischof von Ribeirão Preto
- José Valmor César Teixeira SDB, seit 2014